# Ángel Malvicino
Ángel Pedro Malvicino (Crespo, Entre Ríos, 20 de mayo de 1921 — Santa Fe, 2 de junio de 2008) fue un remero olímpico, empresario y dirigente deportivo argentino. 

## Biografía
Malvicino era hijo de José Malvicino, ferroviario y fundador del Círculo Católico de Obreros y de la Unión Ferroviaria de Paraná. Participó como remero olímpico en la prueba de doble scull de los Juegos Olímpicos de 1948.
En la década de 1950, entró en la directiva del Club Atlético Unión de Santa Fe en la junta de Mario Iparraguirre. Ocupó el cargo de presidente en tres épocas (1980-1981, 1996-2003 y 2005-2007). De hecho, en 1995, rescató económicamente al club y consiguió hacerlo subir a Primera División. Tanto es así, que el 20 de mayo de 1998 se inauguró el pabellón del club lleva su nombre.